# Zbigniew Dolatowski (inżynier)
Zbigniew Józef Dolatowski – polski inżynier, profesor nauk rolniczych, kierownik Katedry Technologii Mięsa i Zarządzania Jakością, oraz prodziekan Wydziału Nauk o Żywności i Biotechnologii.

## Życiorys
W 1975 r. obronił rozprawę doktorską pt. Wpływ szybkości chłodzenia poubojowego mięsa na cechy jakościowe, w 1999 r. habilitował się na podstawie pracy zatytułowanej Wpływ obróbki ultradźwiękami o niskiej częstotliwości na strukturę i cechy jakościowe mięsa, a w 2006 r.  uzyskał tytuł profesora nauk rolniczych. Został zatrudniony na stanowisku profesora zwyczajnego w Instytucie Ekonomii i Zarządzania Państwowej Wyższej Szkole Zawodowej im. ks. Bronisława Markiewicza w Jarosławiu, oraz w Katedrze Technologii Mięsa i Zarządzania Jakością na Wydziale Nauk o Żywności i Biotechnologii Uniwersytetu Przyrodniczego w Lublinie.
Był kierownikiem Katedry Technologii Mięsa i Zarządzania Jakością, a także prodziekanem Wydziału Nauk o Żywności i Biotechnologii.
Jest profesorem w Instytucie Biotechnologii Przemysłu Rolno-Spożywczego im. prof. Wacława Dąbrowskiego - Państwowego Instytutu Badawczego, a także członkiem rady na Wydziale Nauk o Żywności i Biotechnologii Uniwersytetu Przyrodniczego w Lublinie.